# Republika bananowa

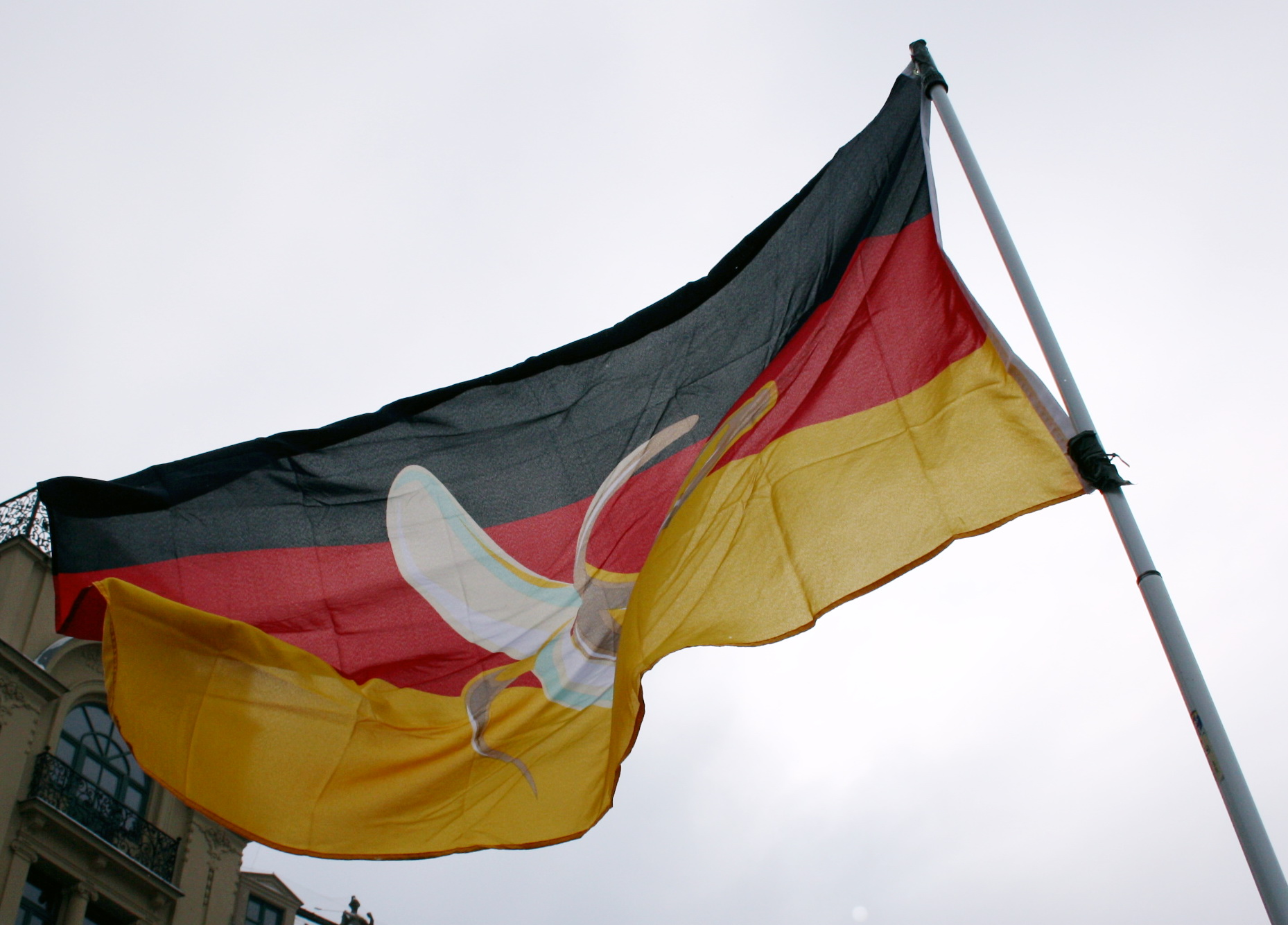
Flaga Niemiec z bananem. Protest przeciwko ACTA w Monachium w lutym 2012 roku

Republika bananowa – pejoratywne określenie słabego, politycznie niestabilnego państwa zaliczanego do krajów Trzeciego Świata, rzadziej innych, gospodarczo zależnego od eksportu jednego surowca i rządzonego w niedemokratyczny sposób, zazwyczaj przez dyktatora lub reżim wojskowy.

## Pochodzenie
Termin wywodzi się od kontrolowanych przez Stany Zjednoczone (często przy pomocy CIA) krajów w Ameryce Łacińskiej i od posiadającej w nich monopol na uprawę owoców (banany i ananasy) korporacji United Fruit Company. Jednak w szerszym znaczeniu, termin ten może również odnosić się do krajów zależnych od innych surowców naturalnych (kopalin itp.), jak również leżących na zupełnie innych kontynentach (np. w Afryce).